# Victor Huguet
Victor-Pierre Huguet (1. května 1835, Sarthe, Francie – 16. srpna 1902, Paříž, Francie) byl francouzský orientalistický malíř.

## Životopis
Narodil se v obci Le Lude ve francouzském departementu Sarthe. Studoval v Marseille na École supérieure des beaux-arts (Národní vysoká škola krásných umění) u Émile Loubona, který se specializoval na krajinu se zvířaty. Později studoval v Paříži u orientalistického malíře Eugèna Fromentina. Na svou první cestu do Egypta se vydal v roce 1852. Následující rok doprovázel malíře kompozic s mořem Jeana-Baptiste Henri Durand-Bragera na jeho výpravě za scénami z krymské války.
V roce 1859 debutoval současně na výstavě uměleckého Salonu v Marseille a v Paříži. Po roce 1893 byl pravidelným účastníkem výstav "Společnosti francouzských orientalistických malířů" (Société des Peintres Orientalistes Français). Pro inspiraci ke svým obrazům podnikal řadu cest do Libye, Egypta, Istanbulu a Alžírska, které se staly jeho oblíbeným cílem.
V průběhu let se jeho barevná paleta rozjasnila a tahy jeho štětce se změkčily.
Zemřel v Paříži v roce 1902 ve věku šedesáti sedmi let. Jeho práce lze vidět v muzeích v Nîmes, Montpellier a Marseille.

## Galerie

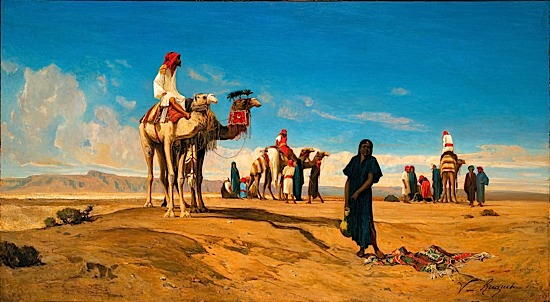
Halte de Bicharis dans le désert de Lybie
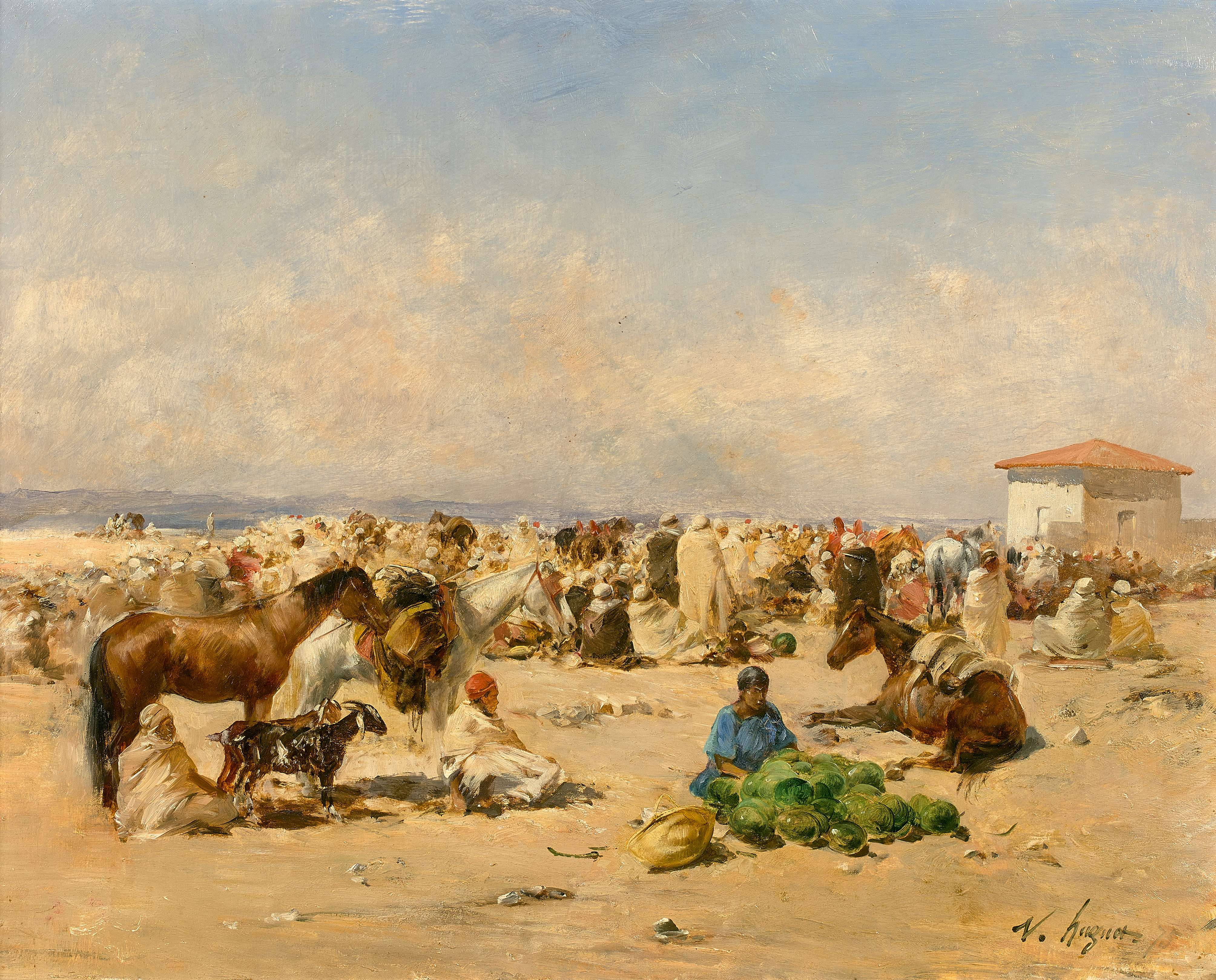
Scène de marché